# Понтенаја (Перуђа)
Понтенаја је насеље у Италији у округу Перуђа, региону Умбрија.
Према процени из 2011. у насељу је живело 29 становника. Насеље се налази на надморској висини од 162 м.